# إد بليك
إد بليك (بالإنجليزية: Ed Blake)‏ هو لاعب كرة قاعدة أمريكي، ولد في 23 ديسمبر 1925 في سانت لويس في الولايات المتحدة، وتوفي في 15 أبريل 2009 في سوانسي في الولايات المتحدة بسبب مرض.

## وصلات خارجية
- إد بليك على موقعبيزبول رفرنس.كوم (الدوري الرئيسي) (الإنجليزية)
- إد بليك على موقعبيزبول رفرنس.كوم (الدوري الثانوي) (الإنجليزية)
- إد بليك على موقع مشجعي الرسوم البيانية (الإنجليزية)